# Saif al-Din Barles
Saif al-Din Barles (després Hajji Saif al-Din Barles) fou un amir mongol turquitzat de la tribu Barles, que va servir a Tamerlà.

## Primera època
Ja acompanyava a Tamerlà durant la seva època com a guerrer errant. El 1364, derrotats els mogols o jats, fou enviat junt amb Jaku Barles, a prendre possessió de Samarcanda; en aquest any 1364 se'l cita com un dels amirs de confiança de Tamerlà, junt amb Jaku Barles, Daud Dughlat i algun altre. El 1365 va lluitar una vegada mes contra els mogols i al final de la guerra, amb Amir Husayn al poder efectiu, va ser perseguit fiscalment per aquest que intentava apoderar-se de les riqueses dels amirs que no li eren fidels com Akbugha, Eltxi Bahadur, Dolerkha Bahadur i Jaku Barles. El 1366 en la guerra civil, Tamerlà va enviar a Saif al-Din a Chughtayan on Husayn estava acampat, per informar-se de que feia el seu rival; va dirigir l'avantguarda de les forces de Tamerlà. Quan les coses es van posar malament i Husayn estava a punt d'atacar Karshi, Jaku Barles, Ayk Timur, Sarbuga Jalayir, Amir Daud, Amir Muvayad Arlat, Saif al-Din i altres amirs li van jurar lleialtat a Tamerlà. Aleshores Karshi fou evacuada però Tamerlà la va tornar a ocupar per sorpresa i Saif al-Din va tenir una actuació destacada i junt amb Sar Bugha va poder rebutjar a fins a cinc mil enemics. El 1367 fou enviat amb algunes tropes a Makhan.

## Guerra civil
Després de la victòria i conquesta de Balkh (1370) fou un dels tavachis o ajudes de camp (Saif al-Din, Alem Shaikh, Alafi Kutxin, Ardaxir Kutxin, Kumar Inak i Abas Bahadur). Poc després en la revolta de Zinde Hasham Apardi, va intercedir per un implicat que era parent seu i li va salvar la vida. Durant l'expedició a Coràsmia del 1371, Saif al-Din fou designat governador de Samarcanda i Transoxiana. El 1376 a la mort del príncep Jahangir, l'amir Saif al-Din Barlas, que era parent llunyà de Timur i, per tant, de Jahangir, disgustat, va demanar permís a Tamerlà i se’n va anar a passar els seus darrers anys a l'Hedjaz, a la Meca, però encara que no previa la tornada, aquesta es va produir aviat. El 1378 retornava de la Meca; reunit amb Tamerlà el va informar de la situació política a Pèrsia.

## Servidor lleial de Tamerlà i dels seus fills o nets
El 1380 Tamerlà va enviar una ambaixada a Herat per convocar al malik Ghiyat al-Din Pir Ali a un kurultai a celebrar a la primavera al qual assistiria el propi Tamerlà. Pir Ali va demorar en lo possible la resposta i finalment va respondre que aniria lliurement a Samarcanda i només requeria una escorta per guiar-lo. El amir Saif al-Din Nukuz (Hajji Saif al-Din Barles), el mes vell servidor de l'emperador i amic del malik, persona de confiança de Tamerlà, es va proposar per acompanyar-lo fins a Mawara al-Nahr i Timur hi va estar d'acord i va enviar a Herat a aquest amir. El malik no obstant va seguir demorant la marxa al·legant que havia de preparar els regals per a Timur i havia de fer preparatius de viatge. En realitat estava omplint Herat de queviures per resistir un setge i estava reforçant les defenses (ja el 1378 havia fet construir una segona muralla d'uns 10 km de circuit que abraçava alguns suburbis i jardins de la ciutat) i fortificava les seves muralles. Era evident que el malik no tenia cap intenció de renunciar al seu regne. Veient que el malik no tenia intenció de viatjar a Transoxiana, Saif al-Din va iniciar el retorn i es va presentar a Tamerlà per informar.
Poc després el va enviar al Khurasan (província mongola)  per servir al fill Miran Shah al que acabava de nomenar governador de la regió. Va participar al setge de Kalat (1382) i el 1383 fou enviat contra els agitadors que havien entrat a Herat i en la conquesta de Sabzawar d'Herat (Isfizar) i Bedrabad. Va acompanyar a Tamerlà en la conquesta del Zamindawar; davant l'hostilitat dels Nikudaris, va intentar negociar amb el seu amir, Tumen Nikudari, del que era amic personal, sense èxit; el combat va començar i Tumen va resultar mort aviat d'un cop de llança; el seu cap fou enviat a Tamerlà
El 1386, després de la conquesta de Tabriz, fou enviat en persecució del sultà Ahmad ibn Uways, i el va atrapar, però va poder fugir abandonant l'equipatge que els seus homes es van aturar a saquejar. El 1387 Tamerlà va enviar al seu exèrcit cap a Rayy per hivernar a Sark Kamigh (dirigits per Miran Shah, Shaikh Ali Bahadur i Saif al-Din). El 1389 el fill de Miran Shah, Abu Bakr Mirza, fou promès a la filla de l'amir Hajji Saif al-Din.
El 1390 fou un dels tavachis que va organitzar les tropes per la campanya de l'any següent contra Toktamish. Va participar en aquesta campanya i en la batalla de Kundurcha va dirigir l'avantguarda de l'ala esquerra. El 1392 es va formalitzar el casament concertat de la seva filla amb el príncep Abu Bakr Mirza.
El 9 d'agost de 1392, després que Tamerlà es va recuperar d'una malaltia en els inicis de la campanya dels cinc anys, fou enviat a Samarcanda com un gran visir de facto. El 14 d'agost de 1394 Saif al-Din, procedent de Samarcanda, va arribar i li va portar regals; el va informar que no hi havia novetats. Després Tamerlà va enviar als amirs Burhan Aghlan, Hajji Saif al-Din, Jahan Shah Bahadur i Osman Bahadur a Samtskhe per saquejar sistemàticament les terres no musulmanes. Quan anaven en direcció a Shaki (Azerbaidjan), ell i l'amir Jahan Shah Bahadur forena enviats a saquejar les terres d'un príncep georgià anomenat Bertaz; van assolar les seves planes i muntanyes i van fer presoners als habitants als que van portar com esclaus al campament.
En la segona campanya contra Toktamish el 1395, en la batalla decisiva va dirigir l'avantguarda de l'ala dreta. El 1396 li va encomanar el setge d'Alinjak a l'amir Sanjar, el fill de Saif al-Din, que també hi va estar breument; després va participar en la submissió de les terres costeres del golf Pèrsic amb el príncep Muhammad Sultan ibn Jahangir i l'amnir Jahan Xah Bahadur, però es va posar malalt i es va haver de quedar a Kerbal. Recuperat es va dirigir a la cort via Yadz. El 1397 fou posat al servei del príncep Muhammad Sultan quan aquest fou nomenat governador de la frontera de Mogolistan amb seu a Andijan.

## Mort
Va morir de mort natural l'hivern del 1400 al 1401.